# Donald MacAulay
Donald MacAulay, v gaelštině Dòmhnall MacAmhlaigh (21. května 1930 Bernera, Lewis – 28. února 2017), byl skotský lingvista, univerzitní pedagog a básník píšící zejména ve skotské gaelštině.
Narodil se na ostrově Bernera, který se nachází poblíž ostrova Lewis. Studoval na Aberdeenské univerzitě a na Cambridge. Jakožto pedagog působil na univerzitách v Edinburghu, Dublinu a Aberdeenu. Na univerzitě v Glasgow působil jako profesor na katedře keltských studií. R. 1967 vydal sbírku básní Seòbhrach às a´Chlaich (Kamenný petrklíč).

## Díla
- Seòbrach às a´Chlaich (Kamenný petrklíč, 1967)
- Nua-bhardachd Ghàidhlig (Moderní gaelská poezie, 1976) - editor
- Celtic Languages (Keltské jazyky, 1992) - editor